# Шахта имени Святой Матроны Московской
Шахта имени Святой Матроны Московской (ранее шахта № 12, до 5 июля 2012 — шахта «Новодзержинская») — угледобывающее предприятие города Торецка Донецкой области (в западной части центрального угольного бассейна Донбасса). Ранее входила в ПО ГП «Дзержинскуголь». С апреля 2010 года — структурное подразделение Научно-производственного объединения «Механик». Полное название: ОДО «АП „Шахта имени святой Матроны Московской“». Директор — Анатолий Аксёнов.

## Характеристика добычи угля
Идет добыча коксующегося жирного угля (марки «Ж»). Уголь содержит 11,0—22,0 % несгораемых веществ, содержание влаги — 1,5—2,5 % и серы — 1,5—4,0 %. Пласты угля, разрабатываемого в шахте, имеют толщину 0,6—1,2 метра. Глубина залегания угля — от 150 до 900 метров.
Уголь доставляется на обогатительную фабрику Научно-производственного объединения «Механик» по железной дороге. Обогатительная фабрика расположена примерно в 119 километрах от места добычи.
Добыча угля в 2001 году составила 145,201 тысяч тонн.